# 什利亞霍韋 (敖德薩州)
48°4′21″N 29°45′8″E / 48.07250°N 29.75222°E
什利亞霍韋（羅馬化：Shliakhove）是位於烏克蘭西南部的村莊，由敖德萨州波迪利斯克區的皮什恰納市鎮負責管轄。該村處於斯莫利良卡河畔，始建於1792年，面積2.59平方公里，海拔高度133米，2001年人口526。